# Szatan (film 1963)
Szatan (wł. Il diavolo) – włoski film komediowy z 1963 roku w reżyserii Gian Luigiego Polidoro z Alberto Sordim w roli głównej. Obraz opowiada o wyjeździe włoskiego handlarza futer na coroczną aukcję w Szwecji, podczas którego ma okazję zweryfikować z rzeczywistością swoje przekonanie o swobodzie seksualnej Skandynawek.
Film zdobył główną nagrodę Złotego Niedźwiedzia na 13. MFF w Berlinie.

## Obsada
- Alberto Sordi – Amedeo Ferretti
- Gunilla Elm-Tornkvist – Corinne
- Anne-Charlotte Sjöberg – Karina
- Barbro Wastenson – Barbro
- Monica Wastenson – Monica
- Ulla Smidje – żona pastora
- Ulf Palme – pastor
- Lauritz Falk – pan Falkman

## Produkcja
Zdjęcia kręcono w Sztokholmie.